# 1361 км (зупинний пункт)
1361 кіломе́тр — залізничний пасажирський зупинний пункт Кримської дирекції залізничних перевезень Придніпровської залізниці.
Розташований у СОТ «Меліоратор» Джанкойського району АР Крим на лінії Федорівка — Джанкой між станціями Солоне Озеро (9 км) та Джанкой (11 км).
Станом на серпень 2019 р. щодоби п'ять пар електропоїздів прямують за напрямком Солоне Озеро — Євпаторія/Сімферополь.